# Aprilia Dorsoduro 1200
Aprilia Dorsoduro 1200 je model motocyklu kategorie hypermotard, vyvinutý firmou Aprilia. Dvouválcový motárd s obsahem téměř 1200 kubíků a 130 koňmi s lehkým a pevným rámem nabízí jezdci výkon, přesnou linii ideální stopy a vzrušení ze samotné jízdy.

## Design
Design motocyklu je velmi obdobný jako u modelu Aprilia Dorsoduro SMV 750.
Přední ostře střižený blatník koresponduje s maskou, kde dominuje potkávací světlomet a elegantní poziční světlo. Linie velkého Dorsodura jsou čisté a jednoduché. Na přístrojové desce dominuje analogový otáčkoměr, který je doplněn čtvercovým digitálním displejem. Při pohledu na široký celek kolem palivové nádrže a zadní kapotáž zakrývající poměrnou část koncovek výfuků působí Dorsoduro celkem těžkým dojmem.

## Motor
Pohonnou jednotkou je kompaktní, čtyřdobý, kapalinou chlazený pravoúhlý dvouválec o objemu 1197 cm³. Je o pouhých pár centimetrů širší než motor menšího SMV750 a disponuje nejvyšším výkonem 130 koní a točivým momentem 115 Nm při 7200 otáčkách za minutu. Již kolem 3 500 ot./min. výrobce udává točivý moment vyšší než 90 Nm. Na výběr jsou tři charakteristiky palivového systému: S, T a R. Pro využití maximálního výkonu motocyklu je určen režim S – sport. Plný výkon také využívá režim T – Touring, ovšem průběh motoru je o měkčí a motocykl je pod větší kontrolou. Charakteristika posledního režimu R – Rain (déšť) je zřejmá ze samotného názvu, doporučuje se použít za mokrých podmínek nebo snížené přilnavosti.
Výfukový systém je vyroben z nerezové oceli a je lehčí než výfuk slabšího Dorsa SMV750.

## Podvozek
Rám je vyroben z ocelových trubek a hliníkových bočnic připevněné silnými šrouby. Přední teleskopická vidlice USD o klasickém průměru 43 mm je plně stavitelná a její zdvih činí 160 mm. Kyvná vidlice je z hliníkové slitiny a na ní je namontován tlumič Sachs se zdvihem 155 mm a nastavitelným předpětím pružiny a kompresním a zpětným útlumem.

## Brzdy
Brzdové ústrojí je osazeno komponenty společnosti Brembo. Vpředu dvojice čtyřpístkových čelistí s plovoucími kotouči a vzadu jednopístkový třmen.

## Technické parametry
- Kroutivý moment: 115 Nm (4500 ot./min.)
- Celková délka: 2248 mm
- Šířka: 925 mm
- Výška: 1208 mm
- Výška sedla: 870 mm
- Rozvor: 1528 mm
- Rám: trubkový
- Suchá hmotnost: 215 kg
- Pohotovostní hmotnost:
- Maximální rychlost: 250 km/h
- Spotřeba paliva: 7,6 l/100 km